# Castello di Chokier
Il Castello di Chokier è un castello situato a Chokier, una frazione del comune belga di Flémalle, nella provincia di Liegi, in Belgio. Arroccato su un promontorio roccioso, domina la valle della Mosa sulla riva sinistra.

## Storia

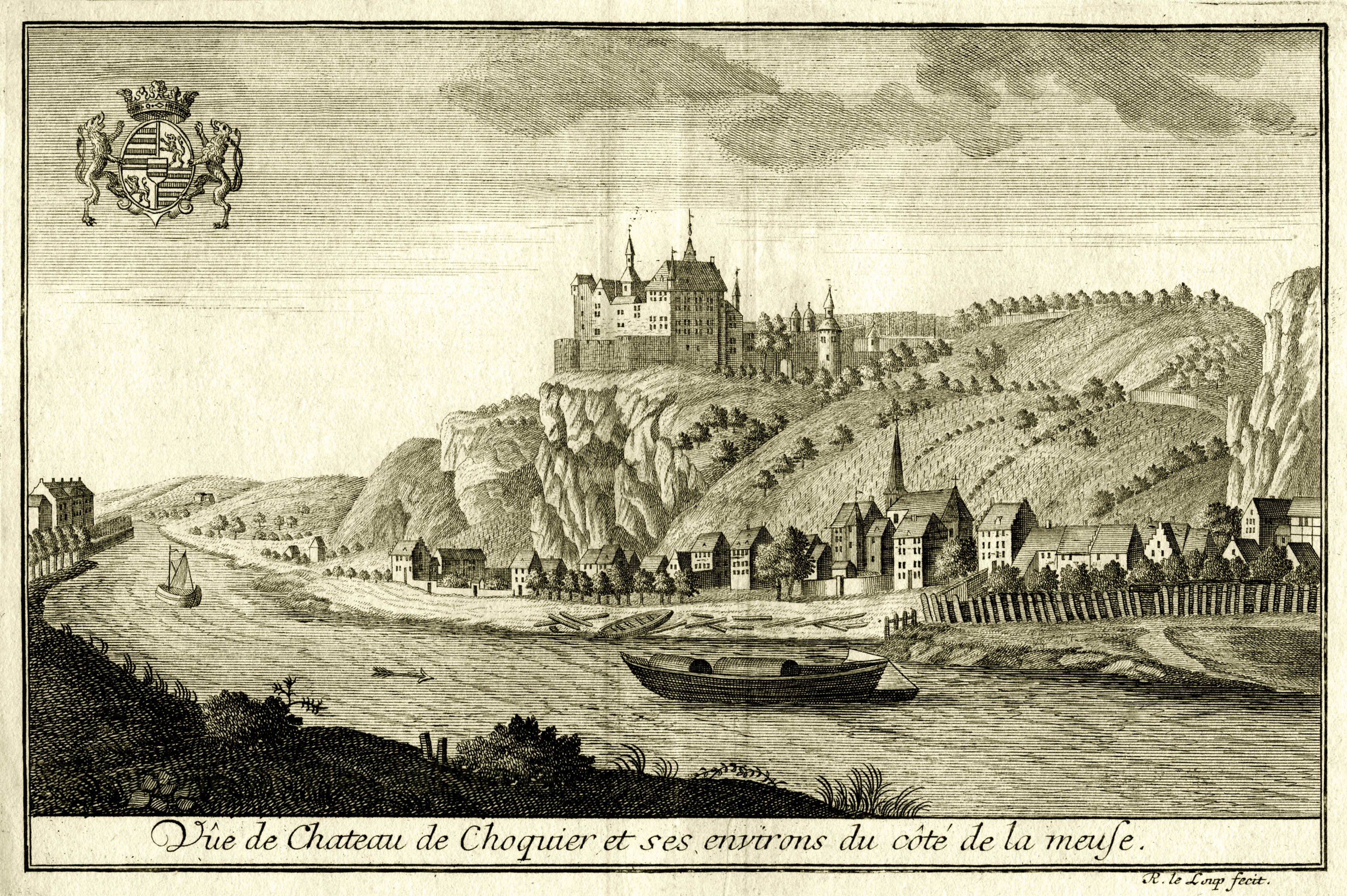
Il Castello di Chokier nel 1738.

L'origine del castello risale al XIII secolo, quando apparteneva alla famiglia Rulant de Fontaine, antichi conti di Hozémont. Fortezza incastonata nella roccia, resistette a diversi assalti prima di essere incendiata dagli abitanti di Huy alla fine del XIV secolo. Fu in questo periodo che Jean Surlet divenne signore di Chokier.
Nel 1815, il castello divenne proprietà di Louis Henri Loison, che vi accolse Napoleone Bonaparte. Morto l'anno successivo, Loison fu sepolto in un mausoleo creato da Jean-Jacques Flatters nel parco del castello. Alla vendita del castello, nel 1867, il mausoleo contenente le sue spoglie fu trasferito al cimitero di Père-Lachaise.
All'inizio degli anni duemila, il castello è stato acquistato dalla famiglia Florani.

## Descrizione

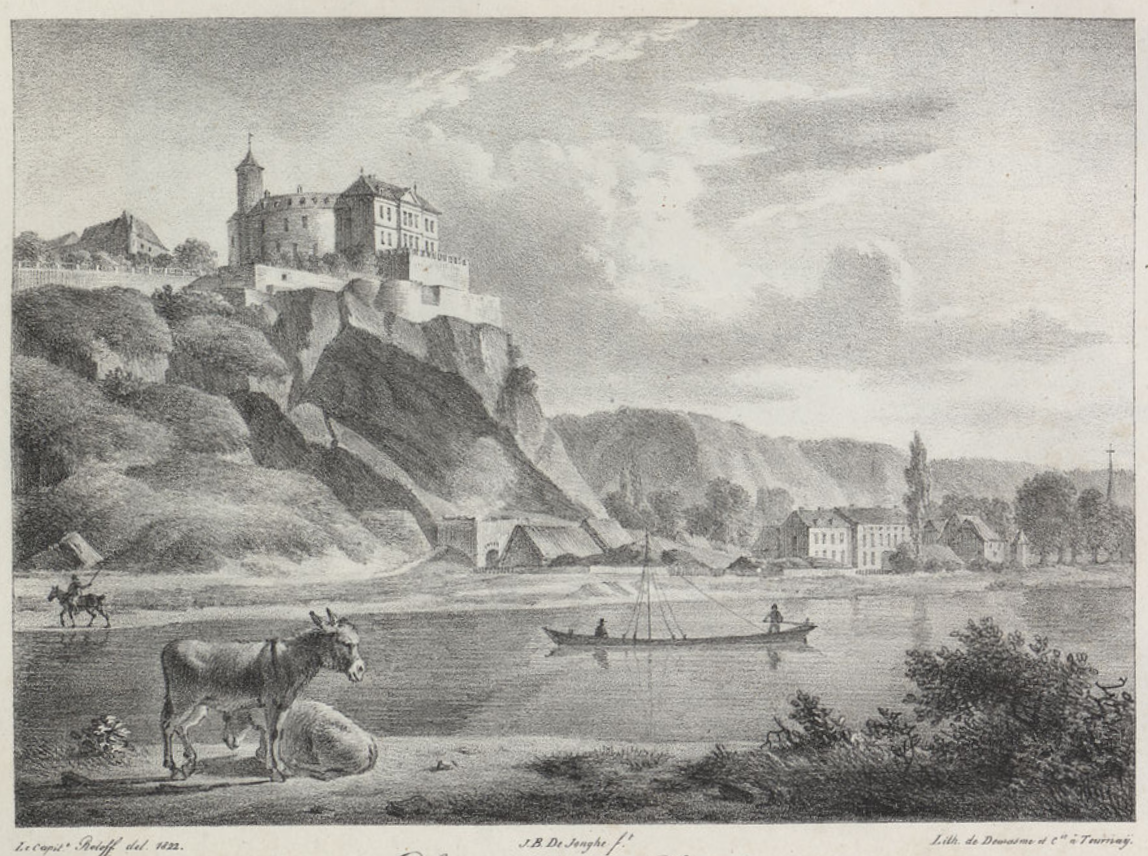
Il Castello di Chokier nel 1822.

La parte più antica del castello è la base della torre nord-ovest. Le due ali risalgono al XVI secolo, mentre l'edificio centrale, con la facciata in stile classico visibile dalla valle della Mosa, è del XVIII secolo.
Il promontorio roccioso su cui sorge il castello è classificato come sito di arrampicata.

## Incidenti
Il 1º dicembre 1946, la scogliera rocciosa ai piedi del castello crollò sulla linea ferroviaria che costeggia la Mosa, trascinando con sé una parte della terrazza. Furono necessarie oltre sei settimane per sgomberare circa 3.000 metri quadrati (8.500 tonnellate) di rocce e ripristinare il servizio ferroviario.
Il 27 marzo 2017, un violento incendio di origine accidentale (secondo le prime indagini, causato dal malfunzionamento di una coperta elettrica) devastò l'ala sinistra del castello.